# Emily Woof
Emily Woof (født 1967 i Newcastle upon Tyne, England) er en engelsk skuespillerinde, kendt for sine roller i film som The Full Monty, The Woodlanders, Velvet Goldmine, Wondrous Oblivion, The League of Gentlemen's Apocalypse og miniserien Killer Net. Hun har instrueret 2 film ved navn Meeting Helen og Between the wars.
Hun studerede på Oxford Universitet.